# Carroll Shelby
Carroll Hall Shelby (* 11. Januar 1923 in Leesburg, Texas; † 10. Mai 2012 in Dallas) war ein US-amerikanischer Rennfahrer und Konstrukteur von Sportwagen.

## Leben

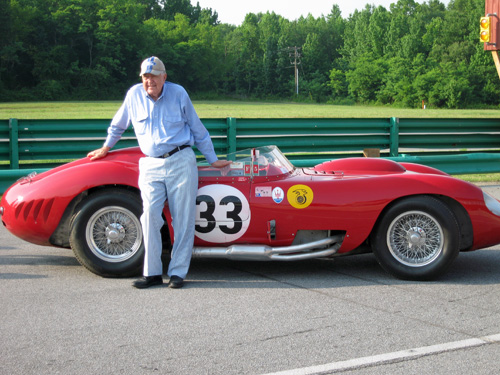
Carroll Shelby neben einem Maserati 450S 2007

Carroll Shelby wurde als Sohn des Postboten Warren Hall Shelby in Leesburg (Texas) geboren. Seine Mutter hieß Eloise Lawrence Shelby. Ein angeborener Herzfehler zwang ihn, einen großen Teil seiner Kindheit im Bett zu verbringen. Mit 14 Jahren hatte sich das Loch im Herz geschlossen.
Er ging 1940 zu den US Army Air Forces, 1942 schloss er die Ausbildung als Second Lieutenant ab. Als sehr guter Pilot auf zweimotorigen Flugzeugen bildete er Piloten aus und war nie im Kampfeinsatz. Er flog verschiedene Bombertypen, darunter die B-18, B-25 Mitchell, B-26 Marauder, B-17 Flying Fortress und B-29 Super Fortress.
Seine fliegerische Ausbildung führte dazu, dass er einen Hang zum Perfektionismus bekam, wenn es um Zuverlässigkeit und Technik ging. Aus seiner Einstellung zu Geschwindigkeit und Präzision kam der Gedanke, ein eigenes Auto zu entwickeln. Sein erstes Rennen bestritt er 1952 auf einem geliehenen MG. Zur Überraschung aller gelang ihm bald darauf der Gesamtsieg in dieser Klasse, wobei er sogar den viel höher eingeschätzten Jaguar XK 120S in die Schranken verweisen konnte.
Wie viele andere US-Amerikaner seiner Generation zog ihn das Interesse an Sportwagenrennen nach Europa, wo er etliche Rennen bei der Scuderia Centro Sud bestritt.
Sein größter Erfolg als Fahrer war der Sieg beim 24-Stunden-Rennen von Le Mans 1959 an der Seite von Roy Salvadori auf einem Aston Martin DBR1/300.

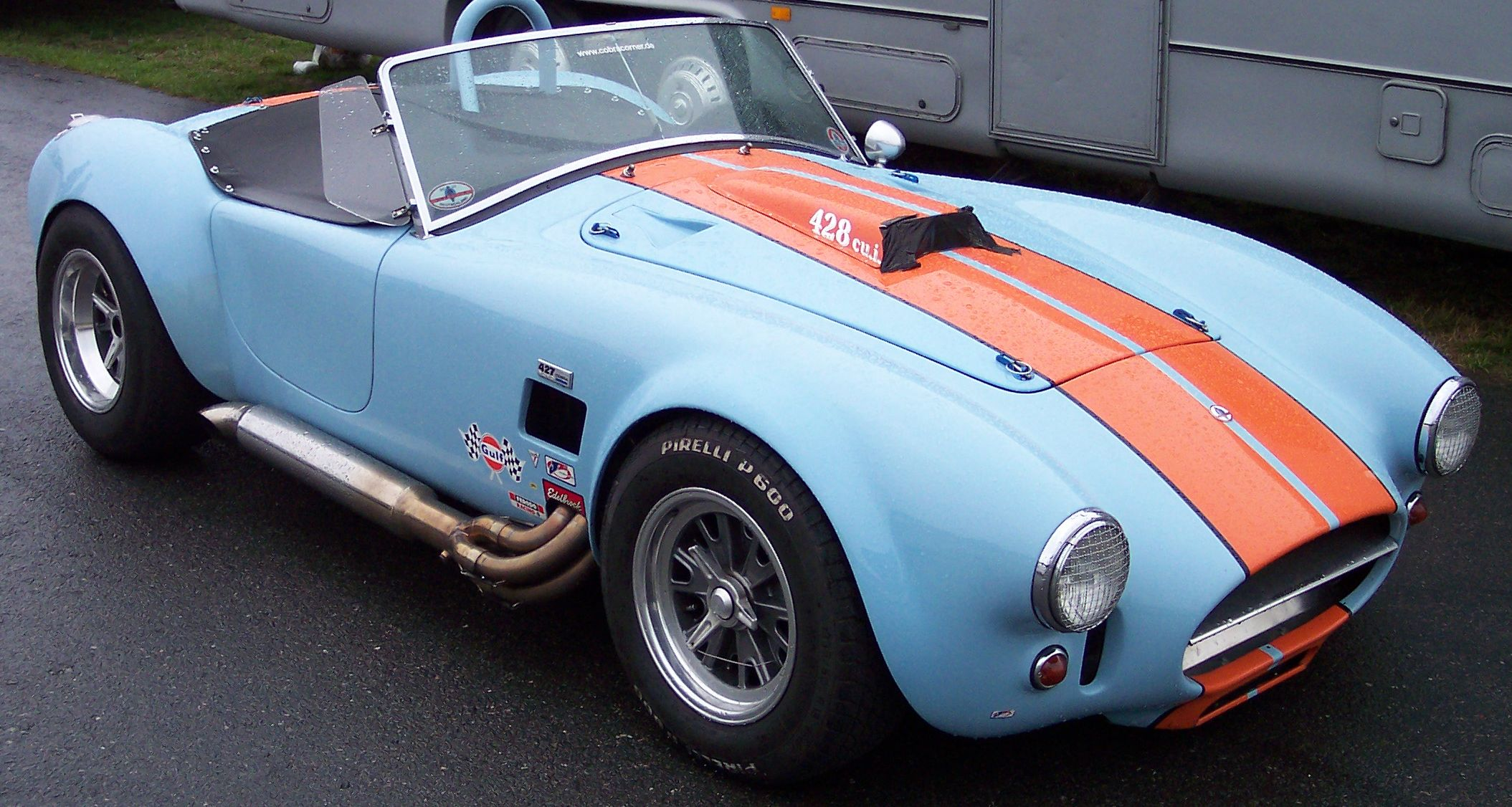
Shelby AC Cobra 427

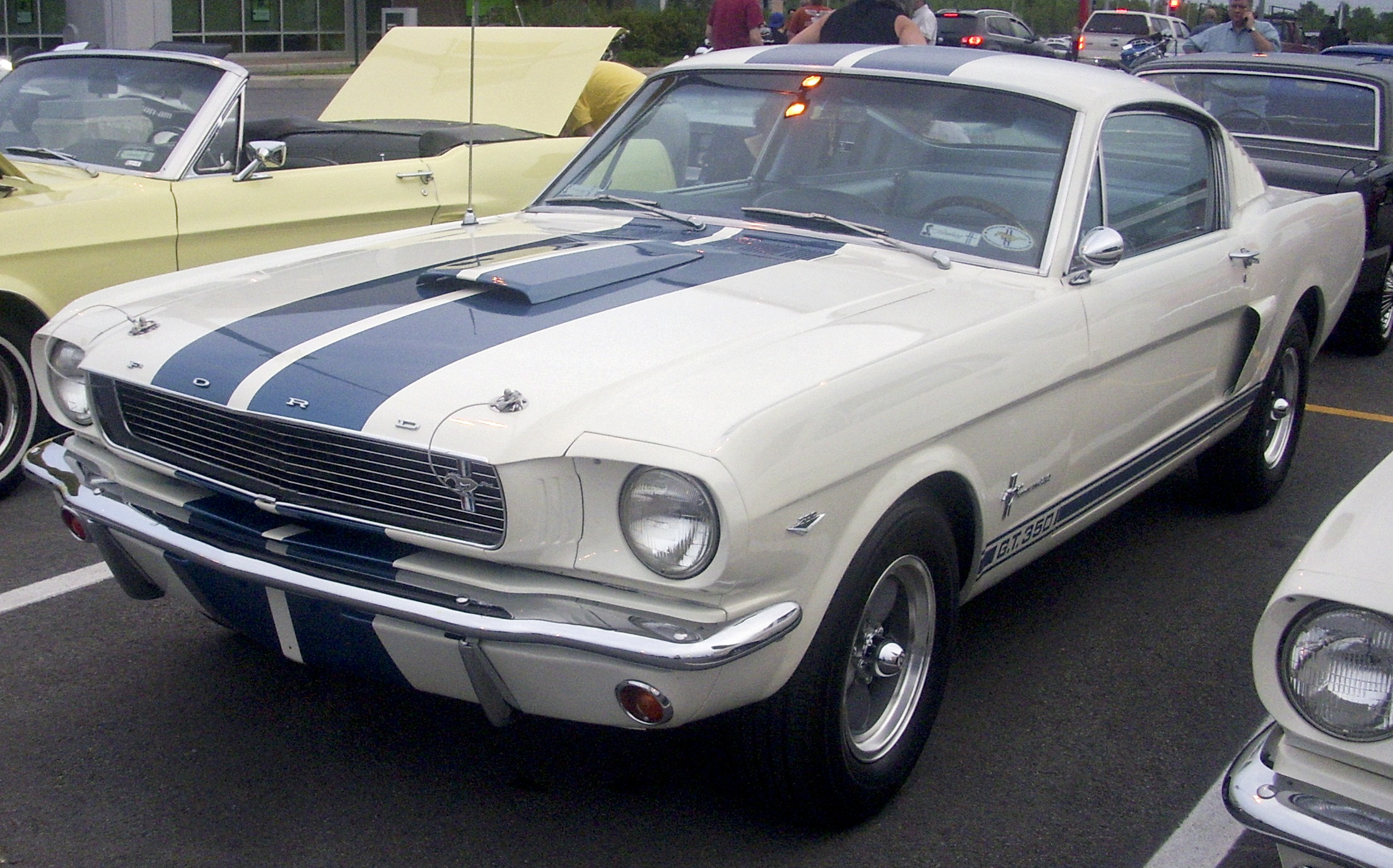
Shelby Mustang GT350

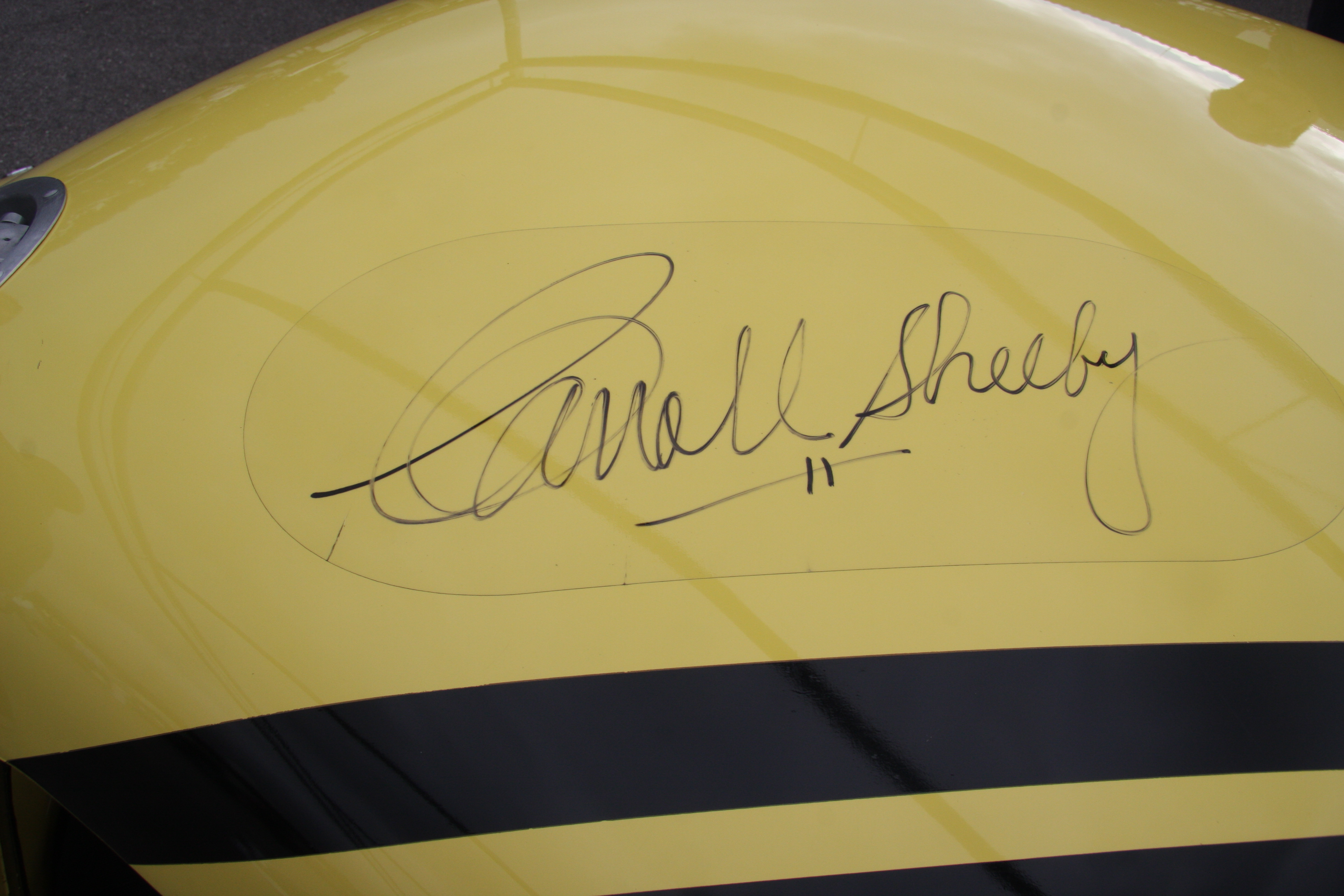
Carroll Shelbys Unterschrift auf einer AC Cobra

Shelby war außerdem einer der Fahrer von „Felthams Formula 1 Squad“. Während der Formel-1-Saison 1958 erzielte er beim Rennen in Monza zusammen mit Masten Gregory den vierten Rang. Beide wurden zunächst disqualifiziert, später aber wieder auf diese Position gesetzt. Wertungspunkte erhielten sie jedoch nicht. Später belegte er während der Formel-1-Saison 1959 beim Großen Preis von Portugal im Stadtpark Monsanto von Lissabon einen achten Platz. Nach Abschluss seiner Rennsportkarriere wandte er sich vollkommen der Konstruktion bzw. dem Umbau von Sportwagen zu.
So war er vielen als Schöpfer der legendären Shelby AC Cobras, mit der er die Gran-Turismo-Ferrari erfolgreich herausforderte, als zeitweiliger Leiter des Projekts Ford GT40, denen er zum Sieg verhalf, und wegen des Shelby Mustangs im Gedächtnis geblieben.
Dazu ging er mit dem Formel-1-Piloten Dan Gurney eine Partnerschaft ein und gründete das Team All-American Racers, das zudem von Goodyear unterstützt wurde. Die Abkürzung „AAR“ wurde auch als „Anglo-American Racers“ interpretiert, zumal der AC Cobra auf einem britischen AC-Chassis basierte und Gurney später auch in seinem F1-Boliden „Eagle“ einen britischen Weslake-V12-Motor verwendete.
Carroll Shelby starb am 10. Mai 2012 im Alter von 89 Jahren an einem schweren Herzleiden, das sein Leben schon über mehrere Jahrzehnte hinweg beeinträchtigte. Er hinterließ seine Frau Cleo, drei Kinder, sechs Enkel und sechs Urenkel.

## Film
In dem 2019 veröffentlichten Spielfilm Le Mans 66 – Gegen jede Chance, der den Zweikampf zwischen Ford und Ferrari um den Gesamtsieg in Le Mans 1966 thematisierte, wurde Carroll Shelby von Matt Damon gespielt.

## Statistik

### Statistik in der Automobil-Weltmeisterschaft

#### Gesamtübersicht
| Saison | Team                    | Chassis               | Motor               | Rennen | Siege | Zweiter | Dritter | Poles | schn. Rennrunden | Punkte | WM-Pos. |
| ------ | ----------------------- | --------------------- | ------------------- | ------ | ----- | ------- | ------- | ----- | ---------------- | ------ | ------- |
| 1958   | Scuderia Centro Sud     | Maserati 250F         | Maserati 2.5 L6     | 3      | −     | −       | −       | −     | −                | −      | NC      |
| 1958   | Temple Buell            | Maserati 250F         | Maserati 2.5 L6     | 1      | −     | −       | −       | −     | −                | −      | NC      |
| 1959   | David Brown Corporation | Aston Martin DBR4/250 | Aston Martin 2.5 L6 | 4      | −     | −       | −       | −     | −                | −      | NC      |
| Gesamt | Gesamt                  | Gesamt                | Gesamt              | 8      | −     | −       | −       | −     | −                | −      |         |

#### Einzelergebnisse
| Saison | 1 | 2   | 3 | 4   | 5   | 6 | 7  | 8 | 9 | 10 | 11 |
| ------ | - | --- | - | --- | --- | - | -- | - | - | -- | -- |
| 1958   |   |     |   |     |     |   |    |   |   |    |    |
|        |   |     |   |     | DNF | 9 |    | 9 | 4 |    |    |
| 1959   |   |     |   |     |     |   |    |   |   |    |    |
|        |   | DNF |   | DNF |     | 8 | 10 |   |   |    |    |

| Legende  | Legende            | Legende                                                          |
| Farbe    | Abkürzung          | Bedeutung                                                        |
| -------- | ------------------ | ---------------------------------------------------------------- |
| Gold     | –                  | Sieg                                                             |
| Silber   | –                  | 2. Platz                                                         |
| Bronze   | –                  | 3. Platz                                                         |
| Grün     | –                  | Platzierung in den Punkten                                       |
| Blau     | –                  | Klassifiziert außerhalb der Punkteränge                          |
| Violett  | DNF                | Rennen nicht beendet (did not finish)                            |
| Violett  | NC                 | nicht klassifiziert (not classified)                             |
| Rot      | DNQ                | nicht qualifiziert (did not qualify)                             |
| Rot      | DNPQ               | in Vorqualifikation gescheitert (did not pre-qualify)            |
| Schwarz  | DSQ                | disqualifiziert (disqualified)                                   |
| Weiß     | DNS                | nicht am Start (did not start)                                   |
| Weiß     | WD                 | zurückgezogen (withdrawn)                                        |
| Hellblau | PO                 | nur am Training teilgenommen (practiced only)                    |
| Hellblau | TD                 | Freitags-Testfahrer (test driver)                                |
| ohne     | DNP                | nicht am Training teilgenommen (did not practice)                |
| ohne     | INJ                | verletzt oder krank (injured)                                    |
| ohne     | EX                 | ausgeschlossen (excluded)                                        |
| ohne     | DNA                | nicht erschienen (did not arrive)                                |
| ohne     | C                  | Rennen abgesagt (cancelled)                                      |
| ohne     | keine WM-Teilnahme |                                                                  |
| sonstige | P/fett             | Pole-Position                                                    |
| sonstige | 1/2/3/4/5/6/7/8    | Punktplatzierung im Sprint-/Qualifikationsrennen                 |
| sonstige | SR/kursiv          | Schnellste Rennrunde                                             |
| sonstige | *                  | nicht im Ziel, aufgrund der zurückgelegten Distanz aber gewertet |
| sonstige | ()                 | Streichresultate                                                 |
| sonstige | unterstrichen      | Führender in der Gesamtwertung                                   |

### Le-Mans-Ergebnisse
| Jahr | Team                     | Fahrzeug              | Teamkollege   | Platzierung | Ausfallgrund |
| ---- | ------------------------ | --------------------- | ------------- | ----------- | ------------ |
| 1954 | David Brown              | Aston Martin DB3/S    | Paul Frère    | Ausfall     | Aufhängung   |
| 1959 | David Brown Racing Dept. | Aston Martin DBR1/300 | Roy Salvadori | Gesamtsieg  |              |

### Sebring-Ergebnisse
| Jahr | Team                     | Fahrzeug                 | Teamkollege     | Platzierung            | Ausfallgrund          |
| ---- | ------------------------ | ------------------------ | --------------- | ---------------------- | --------------------- |
| 1954 | Aston Martin Ltd.        | Aston Martin DB3S        | Charles Wallace | Ausfall                | Auspuff               |
| 1955 | Allen Guiberson          | Ferrari 750 Monza Spyder | Phil Hill       | Rang 2                 |                       |
| 1956 | David Brown & Sons Ltd.  | Aston Martin DB3S        | Roy Salvadori   | Rang 4 und Klassensieg |                       |
| 1957 | Maserati Factory         | Maserati 250S            | Roy Salvadori   | Disqualifiziert        |                       |
| 1958 | David Brown              | Aston Martin DBR1/300    | Roy Salvadori   | Ausfall                | Kraftübertragung      |
| 1959 | Aston Martin David Brown | Aston Martin DBR1/300    | Roy Salvadori   | Ausfall                | Schalthebel gebrochen |
| 1960 | Camoradi USA             | Maserati Tipo 61         | Masten Gregory  | Ausfall                | Motorschaden          |

### Einzelergebnisse in der Sportwagen-Weltmeisterschaft
| Saison | Team                                                        | Rennwagen                                      | 1   | 2   | 3   | 4   | 5   | 6   | 7   |
| ------ | ----------------------------------------------------------- | ---------------------------------------------- | --- | --- | --- | --- | --- | --- | --- |
| 1954   | Roy Cherryhomes Aston Martin Donald Healey                  | Allard J2X Aston Martin DB3S Austin-Healey 100 | BUA | SEB | MIM | LEM | RTT | CAP |     |
| 1954   | Roy Cherryhomes Aston Martin Donald Healey                  | Allard J2X Aston Martin DB3S Austin-Healey 100 | 10  | DNF |     | DNF |     | DNF |     |
| 1955   | Allen Guiberson Fritz Huschke von Hanstein Scuderia Ferrari | Ferrari 750 Monza Porsche 550                  | BUA | SEB | MIM | LEM | RTT | TAR |     |
| 1955   | Allen Guiberson Fritz Huschke von Hanstein Scuderia Ferrari | Ferrari 750 Monza Porsche 550                  |     | 2   |     |     | 9   | DNF |     |
| 1956   | Aston Martin                                                | Aston Martin DB3S                              | BUA | SEB | MIM | NÜR | KRI |     |     |
| 1956   | Aston Martin                                                | Aston Martin DB3S                              | 4   |     |     |     |     |     |     |
| 1957   | Maserati                                                    | Maserati 250S                                  | BUA | SEB | MIM | NÜR | LEM | KRI | CAR |
| 1957   | Maserati                                                    | Maserati 250S                                  | DNF |     |     |     |     |     |     |
| 1958   | Aston Martin                                                | Aston Martin DBR1                              | BUA | SEB | TAR | NÜR | LEM | RTT |     |
| 1958   | Aston Martin                                                | Aston Martin DBR1                              |     | DNF |     | DNF |     | 3   |     |
| 1959   | Aston Martin Wolfgang Seidel                                | Aston Martin DBR1 Porsche 718 RSK              | SEB | TAR | NÜR | LEM | RTT |     |     |
| 1959   | Aston Martin Wolfgang Seidel                                | Aston Martin DBR1 Porsche 718 RSK              | DNF |     | DNF | 1   | 1   |     |     |
| 1960   | Camoradi Racing                                             | Maserati Tipo 61                               | BUA | SEB | TAR | NÜR | LEM |     |     |
| 1960   | Camoradi Racing                                             | Maserati Tipo 61                               | DNF |     |     |     |     |     |     |